# Cattedrale della Santissima Trinità (Hamilton)
La cattedrale della Santissima Trinità (in inglese: Cathedral of the Most Holy Trinity) è la chiesa cattedrale della chiesa anglicana di Bermuda, si trova a Hamilton, a Bermuda.

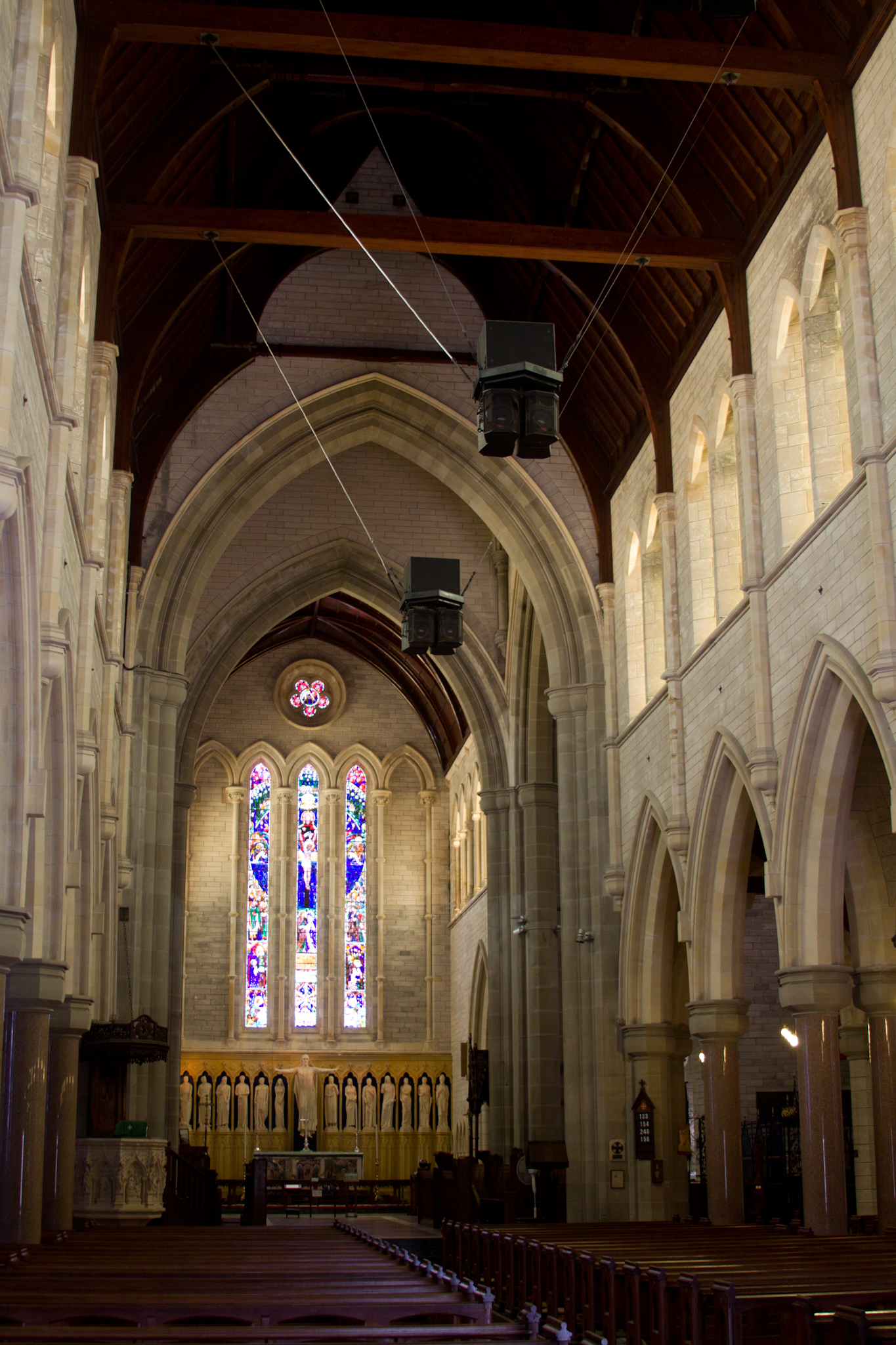
Interno

## Storia
L'edificio originale è stato progettato in stile inglese da James Cranston, originario di Oxford, nel 1844 e fu completato nel 1869. Tale edificio fu distrutto da un incendio nel 1884.
L'architetto scozzese William Hay, che era stato consultato per la costruzione della prima chiesa nel 1848-1849 e di nuovo nel 1862, è stato assunto per progettare la struttura attuale nel 1885 in stile neogotico. Mentre Hay ha progettato maggior parte della struttura, il suo socio George Henderson ha progettato la parte orientale. La cattedrale è stata costruita tra il 1886 ed il 1905 per la chiesa anglicana di Bermuda, una diocesi extra-provinciale sotto la diretta giurisdizione dell'Arcivescovo di Canterbury. La struttura è stata costruita principalmente con pietra calcarea delle Bermuda con l'eccezione di diversi elementi decorativi realizzati in pietra scolpita di Caen, portati dalla Francia.